# 與勝半島
與勝半島（日语：／ Yokatsu hantō */?），又名勝連半島（日语：／ Katsuren hantō */?，琉球語：／  * / ?），是日本沖繩島中部東海岸向太平洋突出的一個半島。
北為金武灣，南為中城灣。原先北半部屬於與那城町，南半部屬於勝連町。2005年市町村合併後，全境屬於宇流麻市，位於該市的東南部。周邊有平安座島、宮城島、伊計島、濱比嘉島、藪地島、津堅島，除了與津堅島以外，與這些島嶼以海中道路和橋相連接。
勝連半島上有著名的史跡勝連城。